# صوفيا بينيت
صوفيا بينيت (بالإنجليزية: Sophia Bennett)‏ هي كاتِبة بريطانية، ولدت في 1966.